# Alger Hiss
Alger Hiss (Baltimora, 11 novembre 1904 – New York, 15 novembre 1996) è stato un avvocato e diplomatico statunitense, tra i fondatori delle Nazioni Unite.

## Biografia
Hiss operò nelle amministrazioni di Franklin Delano Roosevelt e Harry Truman. Fu accusato dalla Commissione per le attività antiamericane, in una delle sue più importanti indagini, di essere stato comunista. Lui negò sotto giuramento, ma fu condannato per spergiuro grazie alla convincente testimonianza di Whittaker Chambers, suo vecchio compagno di partito. Da molte ricerche successive risulta che Hiss, oltre a essere stato comunista, fu anche con ogni probabilità una spia sovietica.